# 山本凌雅
山本 凌雅（やまもと りょうま、1995年7月14日 - ）は、長崎県諫早市出身の陸上競技選手。専門は三段跳で16m87（日本歴代6位）の自己ベストを持つ。U20室内日本記録保持者、日本高校記録保持者。2017年ロンドン世界選手権の日本代表。JAL所属。

## 経歴

### 小学校時代まで
長崎県諫早市出身。血液型はA型。
小さい頃からボール遊びが好きで、弟とよくキャッチボールをしていたこともあり将来の夢は野球選手だったが、小学4年生の時に友達と一緒に入った野球チームは1年でやめてしまった。陸上競技は小学校6年生の時に、学校の先生から誘われて明峰ジュニア陸上クラブに入って始めると、校内一の俊足を生かし、100m、ハードル、走幅跳、走高跳など色んな種目に取り組んだ。陸上を始めて1ヶ月と少しで全国小学生交流・長崎県選考大会の80mハードルと4×100mリレーで優勝を達成し、両種目で全国大会の出場権を獲得したが、本大会では1種目にしか出場できないため4×100mリレーを選択した。

### 中学時代
高来中学校に進学してからは110mハードルを専門としたが、3年時には長崎県中学校総体で2位（15秒59）に入ったものの、全日本中学校選手権の参加標準記録は突破できなかった。シーズンも終わった3年時の10月に走幅跳で大会に出場すると、練習もしていない遊び感覚で臨んだにもかかわらず、追い風参考記録ながら6m35をマーク。思いのほか良い記録が出たため走幅跳にも興味を持つようになった。

### 高校時代
2011年、諫早農業高校に進学したが、当初は高校で部活に入るつもりはなく、一般で入学して部活には入らないつもりだった。しかし、諫早農業高校は全員部活に入らないといけないことを知り、推薦の話を受けて入学した。
入学当初は中学時代に続き110mハードルに取り組んでいたが、ハードルの高さが中学用91.4cmから一般用106.7cmになる規格変更に苦しんだ。そんなこともあり、中学時代に1度だけ大会に出場して好記録を出した走幅跳に挑戦すると、110mハードルは県大会で敗退したのに対し、走幅跳は九州大会まで進出。それからは走幅跳に力を入れることになった。また、3年生の先輩が三段跳の練習をしているのを見て、楽しそうだな思い挑戦してみると、先輩を超えるジャンプを披露。三段跳デビューとなった7月の長崎県高校選手権では、日本ユース選手権の参加標準記録突破となる14m55をマークした。勢いそのままに、10月には国民体育大会走幅跳で7位、日本ユース選手権三段跳で4位と両種目での入賞を果たした。
2012年、8月のインターハイ走幅跳、10月の国民体育大会三段跳、日本ユース選手権走幅跳・三段跳と高校生の主要大会全てで入賞を果たし、日本ユース選手権三段跳では大会新記録の15m28（-0.6）で初の全国タイトルを獲得した。また、5月には十種競技で長崎県選手権に出場し、怪我のため400mは途中棄権したものの4856点で4位という成績を残した。
2013年、8月のインターハイ三段跳を高校歴代3位・大会新記録（ともに当時）の15m79（-1.3）で制すると、10月の国民体育大会三段跳では高校生史上初の16mジャンプとなる16m10（+0.8）をマークし、1997年に渡辺容史が作った15m84の日本高校記録および大会記録を更新して優勝を飾った。その後も勢いは止まらず、同月の日本ジュニア選手権三段跳も制して高校3冠を達成すると、翌年2月の日本ジュニア室内大阪三段跳も15m71のジュニア室内日本新記録で制し、高校タイトルを総なめにした。

### 大学時代
2014年、練習環境やチームの雰囲気が良かった順天堂大学（スポーツ科学科）に進学。1977年に中西正美が作った三段跳のジュニア日本記録（16m29）更新を目標にした大学1年目は、4月の織田記念、5月の関東インカレ、9月の日本インカレと主要大会の三段跳を制した。また、主要国際大会にも出場し、初の世界大会となった7月の世界ジュニア選手権三段跳では、この種目で日本勢22年ぶりの入賞となる7位。初のシニア国際大会となった10月のアジア大会三段跳では8位に入賞した。環境が変わった大学1年目から結果を残したものの、今シーズンのベストは日本インカレでマークしたジュニア日本歴代2位の16m28（0.0）に留まり、目標としていたジュニア日本記録を更新することはできなかった。
2015年、4月上旬に右脚首を捻挫するも、なんとか間に合った6月の日本選手権三段跳では初の表彰台（2位）に上った。その後、フォームをシングルアームからダブルアームに変更したが、9月の日本インカレ三段跳では9位に終わり、フォームを再びシングルアームに戻した。今シーズンは主要大会で優勝することができず、三段跳を始めてから自己ベストを初めて更新することができなかった。今のままでは17mを超えることはできないと感じ、上半身を鍛えていた大学の先輩である高政知也（走幅跳で8m台の自己ベストを持つ）からのアドバイスを取り入れ、冬季練習ではウエイトトレーニングで上半身を鍛えた。
2016年、上半身を鍛えた結果、昨シーズンから体重が3kg増加して新シーズンを迎えると、4月の織田記念三段跳で自己ベストを2年ぶりに更新する16m40（+1.6）、5月の関東インカレ三段跳では日本歴代9位・日本学生歴代4位（ともに当時）の16m68（+1.1）をマークした。6月の日本選手権三段跳は初優勝を果たしたものの、最終的にリオデジャネイロオリンピック三段跳の参加標準記録（16m85）を破ることはできず、オリンピック出場を逃した。
2017年、4月の織田記念三段跳で日本歴代6位・日本学生歴代3位の16m87（+1.8）をマークし、ロンドン世界選手権の参加標準記録（16m80）を破ると、6月の日本選手権三段跳で2連覇を達成し、ロンドン世界選手権日本代表の座を掴んだ。初のシニア世界大会となった8月のロンドン世界選手権三段跳では、現地入りする直前に左膝裏の外側の筋を痛めたことに加え、本番では1本目と2本目がファウルに終わったことで動揺し、16m01（-0.5）で予選敗退に終わった。しかし、陸上チームの主将として臨んだ同月の台北ユニバーシアード三段跳では、自己ベスト（16m87）に迫る16m80（+1.7）で3位に入り、この種目で日本勢54年ぶりのメダルとなる銅メダルを獲得した。今シーズンは5月の関東インカレ、6月の日本学生個人選手権、9月の日本インカレと学生主要大会の三段跳を全て制した。

### 社会人時代
2018年、JAL（日本航空）に初のアスリート社員として入社。

## 人物
- 趣味は出掛けること[1]。
- 陸上競技以外で得意なスポーツはサッカーとバドミントン[1]。
- 苦手なことは早起き[1]。

## 自己ベスト
- 記録欄の（　）内の数字は風速（m/s）で、+は追い風を意味する。

| 種目   | 記録          | 年月日        | 場所   | 備考                        |
| 屋外   | 屋外          | 屋外          | 屋外   | 屋外                        |
| ------ | ------------- | ------------- | ------ | --------------------------- |
| 三段跳 | 16m87 (+1.8)  | 2017年4月29日 | 広島市 | 日本歴代6位 日本学生歴代3位 |
| 三段跳 | 16m91w (+4.7) | 2017年4月29日 | 広島市 | 追い風参考記録              |
| 走幅跳 | 7m84 (+0.1)   | 2016年9月3日  | 熊谷市 |                             |
| 走高跳 | 2m02          | 2013年6月3日  | 諫早市 |                             |
| 室内   |               |               |        |                             |
| 三段跳 | 15m71         | 2014年2月8日  | 大阪市 | U20室内日本記録             |

### 年次ベスト
- 太字は自己ベスト。

|              | 三段跳       | 備考                        | 走幅跳      |
| ------------ | ------------ | --------------------------- | ----------- |
| 2011年 (高1) | 14m56 (+1.7) |                             | 7m01 (+0.3) |
| 2012年 (高2) | 15m44 (+0.1) |                             | 7m27 (+0.9) |
| 2013年 (高3) | 16m10 (+0.8) | 日本高校記録                | 7m35 (+0.9) |
| 2014年 (大1) | 16m28 (0.0)  | U20日本歴代2位              | 7m26 (-0.9) |
| 2015年 (大2) | 16m24 (+1.1) |                             | 7m61 (+1.3) |
| 2016年 (大3) | 16m68 (+1.1) |                             | 7m84 (+0.1) |
| 2017年 (大4) | 16m87 (+1.8) | 日本歴代6位 日本学生歴代3位 | 7m75 (-0.1) |
| 2018年 (社1) | 16m59 (+0.7) |                             |             |

## 主な成績
- 備考欄の記録は当時のもの

### 国際大会
| 年         | 大会                  | 場所       | 種目   | 結果 | 記録         | 備考     |
| ---------- | --------------------- | ---------- | ------ | ---- | ------------ | -------- |
| 2013 (高3) | 日韓中ジュニア交流    | 濰坊       | 三段跳 | 2位  | 14m54 (0.0)  |          |
| 2013 (高3) | 日韓中ジュニア交流    | 濰坊       | 三段跳 | 優勝 | 14m95 (-2.0) |          |
| 2014 (大1) | 世界ジュニア選手権    | ユージーン | 三段跳 | 7位  | 15m89 (+0.9) |          |
| 2014 (大1) | アジア大会            | 仁川       | 三段跳 | 8位  | 15m70 (+0.5) |          |
| 2015 (大2) | 日中韓3カ国交流       | 札幌       | 三段跳 | 5位  | 16m03 (+2.0) |          |
| 2016 (大3) | デカネーション        | マルセイユ | 三段跳 | 2位  | 16m45 (0.0)  |          |
| 2017 (大4) | 世界選手権            | ロンドン   | 三段跳 | 予選 | 16m01 (-0.5) | 全体29位 |
| 2017 (大4) | ユニバーシアード (en) | 台北       | 三段跳 | 3位  | 16m80 (+1.7) |          |

### 日本選手権
| 年         | 大会    | 場所     | 種目   | 結果 | 記録         | 備考 |
| ---------- | ------- | -------- | ------ | ---- | ------------ | ---- |
| 2014 (大1) | 第98回  | 福島市   | 三段跳 | 10位 | 15m48 (+0.8) |      |
| 2015 (大2) | 第99回  | 新潟市   | 三段跳 | 2位  | 16m24 (+1.1) |      |
| 2016 (大3) | 第100回 | 名古屋市 | 三段跳 | 優勝 | 16m52 (+1.7) |      |
| 2017 (大4) | 第101回 | 大阪市   | 三段跳 | 優勝 | 16m29 (+0.6) |      |
| 2018 (社1) | 第102回 | 山口市   | 三段跳 | 3位  | 16m15 (+0.3) |      |

### その他
- 主要大会を記載

| 年         | 大会                     | 場所       | 種目    | 結果 | 記録         | 備考                                                 |
| ---------- | ------------------------ | ---------- | ------- | ---- | ------------ | ---------------------------------------------------- |
| 2007 (小6) | 全国小学生交流           | 大阪市     | 4x100mR | 予選 | 55秒99 (2走) |                                                      |
| 2011 (高1) | 国民体育大会             | 山口市     | 走幅跳  | 7位  | 7m01 (+0.3)  | 自己ベスト                                           |
| 2011 (高1) | 日本ユース選手権         | 名古屋市   | 三段跳  | 4位  | 14m71 (+2.4) | 公認記録14m56 (+1.7)：自己ベスト                     |
| 2012 (高1) | 日本ジュニア室内大阪     | 大阪市     | 三段跳  | 6位  | 14m67        |                                                      |
| 2012 (高2) | インターハイ             | 新潟市     | 走幅跳  | 8位  | 7m03 (-0.8)  | 予選7m15 (+0.6)                                      |
| 2012 (高2) | インターハイ             | 新潟市     | 三段跳  | 予選 | 14m67 (+0.4) |                                                      |
| 2012 (高2) | 国民体育大会             | 岐阜市     | 三段跳  | 3位  | 15m44 (+0.1) | 自己ベスト                                           |
| 2012 (高2) | 日本ユース選手権         | 名古屋市   | 走幅跳  | 2位  | 7m35 (+3.0)  | 公認記録7m27 (+0.9/-1.1)：自己ベスト                 |
| 2012 (高2) | 日本ユース選手権         | 名古屋市   | 三段跳  | 優勝 | 15m28 (-0.6) | 大会記録                                             |
| 2013 (高2) | 日本ジュニア室内大阪     | 大阪市     | 三段跳  | 7位  | 14m67        |                                                      |
| 2013 (高3) | インターハイ             | 大分市     | 走幅跳  | 5位  | 7m35 (+0.9)  | 自己ベスト                                           |
| 2013 (高3) | インターハイ             | 大分市     | 三段跳  | 優勝 | 15m79 (-1.3) | 高校歴代3位 大会記録                                 |
| 2013 (高3) | 国民体育大会             | 調布市     | 三段跳  | 優勝 | 16m10 (+0.8) | ジュニア日本歴代6位タイ 日本高校記録                 |
| 2013 (高3) | 日本ジュニア選手権       | 名古屋市   | 三段跳  | 優勝 | 15m55 (+1.1) |                                                      |
| 2014 (高3) | 日本ジュニア室内大阪     | 大阪市     | 三段跳  | 優勝 | 15m71        | ジュニア室内日本記録                                 |
| 2014 (大1) | 織田記念                 | 広島市     | 三段跳  | 優勝 | 16m14 (+3.4) | 公認記録15m97 (+2.0)                                 |
| 2014 (大1) | ゴールデングランプリ東京 | 東京都     | 三段跳  | 5位  | 15m65 (+1.7) |                                                      |
| 2014 (大1) | 関東インカレ             | 熊谷市     | 三段跳  | 優勝 | 16m16 (+3.4) | 公認記録16m02 (+1.1)                                 |
| 2014 (大1) | 日本インカレ             | 熊谷市     | 三段跳  | 優勝 | 16m28 (+0.0) | ジュニア日本歴代2位                                  |
| 2015 (大1) | オーストラリアOP選手権   | ブリスベン | 三段跳  | 3位  | 15m65 (+0.5) |                                                      |
| 2015 (大2) | 織田記念                 | 広島市     | 三段跳  | 3位  | 15m71 (+0.5) |                                                      |
| 2015 (大2) | 日本インカレ             | 大阪市     | 三段跳  | 9位  | 15m49 (+1.0) |                                                      |
| 2015 (大2) | 国民体育大会             | 和歌山市   | 走幅跳  | 6位  | 7m71 (+3.1)  | 公認記録7m61 (+1.3)：自己ベスト                      |
| 2015 (大2) | 田島記念                 | 山口市     | 三段跳  | 2位  | 15m78 (-0.3) |                                                      |
| 2016 (大2) | オーストラリアOP選手権   | シドニー   | 三段跳  | 3位  | 16m05 (0.0)  |                                                      |
| 2016 (大3) | 織田記念                 | 広島市     | 三段跳  | 3位  | 16m40 (+1.6) | 自己ベスト                                           |
| 2016 (大3) | 関東インカレ             | 横浜市     | 走幅跳  | 4位  | 7m59 (+0.7)  |                                                      |
| 2016 (大3) | 関東インカレ             | 横浜市     | 三段跳  | 2位  | 16m68 (+1.1) | 日本歴代9位 日本学生歴代4位                          |
| 2016 (大3) | 南部記念                 | 札幌市     | 三段跳  | 2位  | 16m01 (+1.4) |                                                      |
| 2016 (大3) | 日本インカレ             | 熊谷市     | 走幅跳  | 5位  | 7m84 (+0.1)  | 自己ベスト                                           |
| 2016 (大3) | 日本インカレ             | 熊谷市     | 三段跳  | 優勝 | 16m58 (0.0)  |                                                      |
| 2016 (大3) | 国民体育大会             | 北上市     | 走幅跳  | 4位  | 7m75 (+2.2)  | 公認記録7m74 (+0.6)                                  |
| 2017 (大3) | オーストラリアOP選手権   | シドニー   | 三段跳  | 優勝 | 16m61 (+0.5) |                                                      |
| 2017 (大4) | 織田記念                 | 広島市     | 三段跳  | 優勝 | 16m91 (+4.7) | 公認記録16m87 (+1.8) - 日本歴代6位 - 日本学生歴代3位 |
| 2017 (大4) | ゴールデングランプリ川崎 | 川崎市     | 三段跳  | 4位  | 16m72 (+0.1) |                                                      |
| 2017 (大4) | 関東インカレ             | 横浜市     | 走幅跳  | 4位  | 7m75 (-0.1)  |                                                      |
| 2017 (大4) | 関東インカレ             | 横浜市     | 三段跳  | 優勝 | 16m40 (-0.7) |                                                      |
| 2017 (大4) | 日本学生個人選手権       | 平塚市     | 三段跳  | 優勝 | 16m66 (+1.7) |                                                      |
| 2017 (大4) | オールスターナイト陸上   | 平塚市     | 三段跳  | 優勝 | 16m54 (+1.9) |                                                      |
| 2017 (大4) | 日本インカレ             | 福井市     | 走幅跳  | 5位  | 7m66 (+2.4)  | 公認記録なし                                         |
| 2017 (大4) | 日本インカレ             | 福井市     | 三段跳  | 優勝 | 16m77 (+2.7) | 公認記録なし                                         |
| 2017 (大4) | 国民体育大会             | 松山市     | 走幅跳  | 7位  | 7m43 (0.0)   |                                                      |
| 2018 (社1) | 織田記念                 | 広島市     | 三段跳  | 2位  | 16m14 (+1.5) |                                                      |
| 2018 (社1) | ゴールデングランプリ大阪 | 大阪市     | 三段跳  | 5位  | 15m89 (-0.7) |                                                      |
| 2018 (社1) | 全日本実業団選手権       | 大阪市     | 三段跳  | 優勝 | 16m59 (+0.7) |                                                      |
| 2018 (社1) | 国民体育大会             | 福井市     | 三段跳  | 優勝 | 16m74 (+2.2) |                                                      |